# Ilha do Piraquê
A Ilha Piraquê localiza-se na Lagoa Rodrigo de Freitas, na cidade e estado do Rio de Janeiro, no Brasil.
É uma das duas ilhas da lagoa e atualmente abriga a sede esportiva do Clube Naval. O acesso à ilha se dá pela [[Avenida Borges de Medeiros
A Ilha Piraquê tem 10 quadras de tênis, uma quadra de squash, 2 campos de futsal ou basquete e um lugar interativo onde se da para jogar video games, ou jogos de família como totó ou ping-poing.
Há também três piscinas onde somente os sócios podem entrar.